# Bayswater (Nouvelle-Écosse)
Pour les articles homonymes, voir Bayswater.
Bayswater est une communauté de la province canadienne de la Nouvelle-Écosse, située dans le district municipal de Chester (en) sur la péninsule d'Aspotogan sur la route des phares (en) (route 329 de la Nouvelle-Écosse). 

## Histoire
Les colons allemands qui se sont installés en premier étaient Richard et Knickle qui venaient de Lunenburg. Ils se sont installés avant 1767. 
Un des premiers immigrants à Bayswater était James Boutilier de Montbéliard, dans l'est de la France. Il a eu neuf enfants ; le premier est né à Bayswater en 1862. 
Le village est probablement nommé d'après Bayswater en Angleterre, une zone de l'ouest de Londres dans la ville de Westminster. Il s'agit d'un quartier résidentiel situé à environ 5 kilomètres à l'ouest-nord-ouest de Charing Cross et borde le côté nord de Hyde Park et Kensington Gardens. 
Bayswater s'appelait initialement Sandy Beaches. 

## Swissair 111
Le mur commémoratif de Bayswater répertorie les noms des 229 personnes qui ont perdu la vie à bord du vol Swissair 111 le 2 septembre 1998. Les restes non identifiés des victimes y sont également enterrés,. 

## Parcs
- Parc provincial de Bayswater Beach[4].
- Mémorial du vol Swissair 111[5],[6].

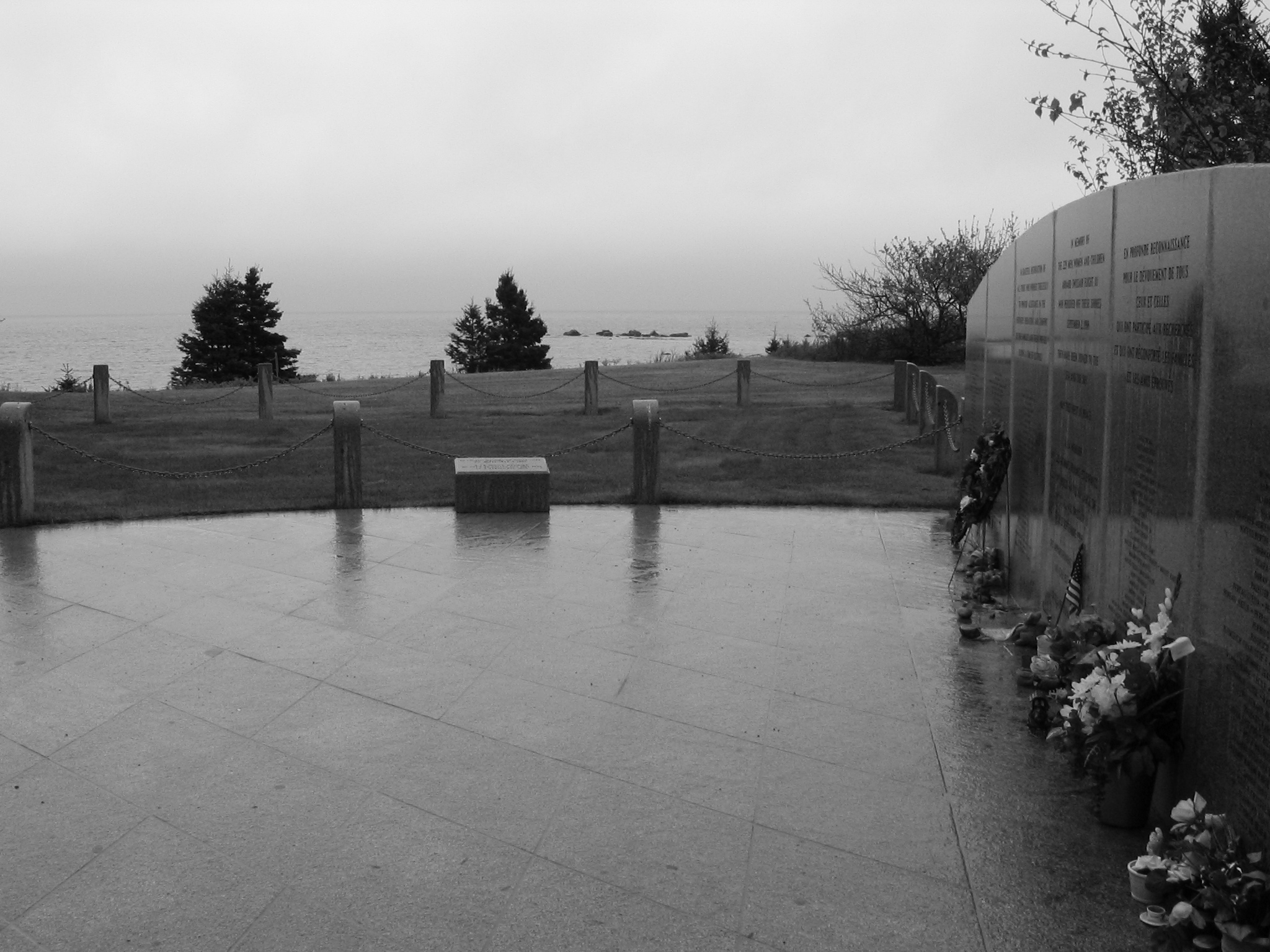
Mémorial de Bayswater, Nouvelle-Écosse.

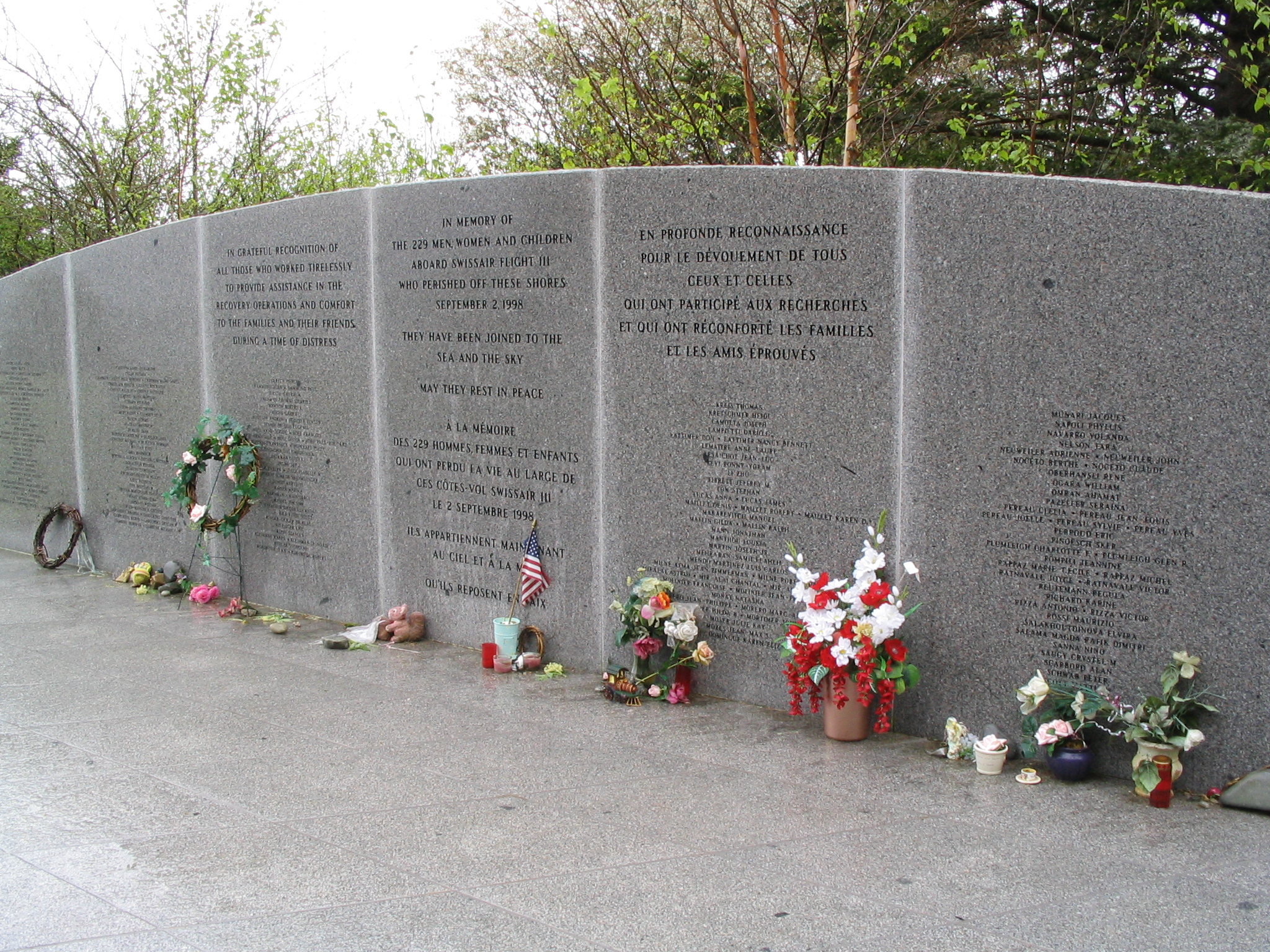
Fleurs au mémorial de Bayswater.

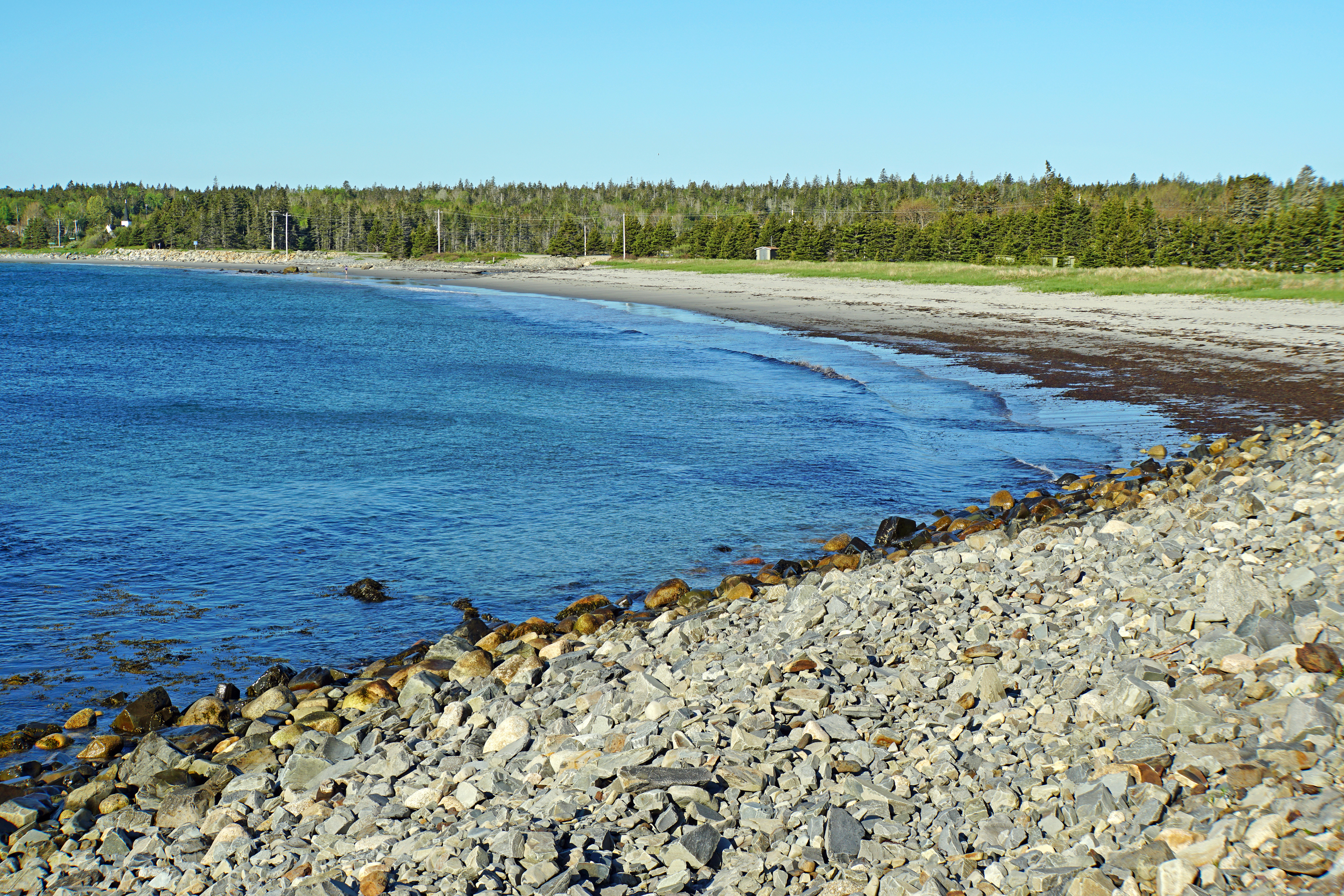
Bayswater Beach.